# Good Trouble/Episodenliste
Diese Episodenliste enthält alle Episoden der US-amerikanischen Dramaserie Good Trouble, sortiert nach der US-amerikanischen Erstausstrahlung. Die Fernsehserie umfasst insgesamt fünf Staffeln mit 88 Episoden.

## Übersicht
Vereinigte Staaten
| Staffel | Episoden | Erstausstrahlung auf Freeform | Erstausstrahlung auf Freeform |
| Staffel | Episoden | Staffelpremiere               | Staffelfinale                 |
| ------- | -------- | ----------------------------- | ----------------------------- |
| 1       | 13       | 8. Januar 2019                | 2. April 2019                 |
| 2       | 18       | 18. Juni 2019                 | 4. März 2020                  |
| 3       | 19       | 17. Februar 2021              | 8. September 2021             |
| 4       | 18       | 9. März 2022                  | 1. September 2022             |
| 5       | 20       | 16. März 2023                 | 5. März 2024                  |

Deutschland
| Staffel | Episoden | Erstausstrahlung auf Joyn Primetime | Erstausstrahlung auf Joyn Primetime | Erstveröffentlichung auf Disney+ | Erstveröffentlichung auf Disney+ |
| Staffel | Episoden | Staffelpremiere                     | Staffelfinale                       | Staffelpremiere                  | Staffelfinale                    |
| ------- | -------- | ----------------------------------- | ----------------------------------- | -------------------------------- | -------------------------------- |
| 1       | 13       | 29. Oktober 2020                    | 21. Januar 2021                     | 4. August 2021                   | 4. August 2021                   |
| 2       | 18       | 28. Januar 2021                     | 27. Mai 2021                        | 4. August 2021                   | 4. August 2021                   |
| 3       | 19       | Nicht ausgestrahlt                  | Nicht ausgestrahlt                  | 8. Dezember 2021                 | 8. Dezember 2021                 |
| 4       | 18       | Nicht ausgestrahlt                  | Nicht ausgestrahlt                  | 15. März 2023                    | 15. März 2023                    |
| 5       | 20       | Nicht ausgestrahlt                  | Nicht ausgestrahlt                  | 30. August 2023                  | 27. August 2025                  |

Österreich und deutschsprachige Schweiz
| Staffel | Episoden | Erstveröffentlichung auf Disney+ | Erstveröffentlichung auf Disney+ |
| Staffel | Episoden | Staffelpremiere                  | Staffelfinale                    |
| ------- | -------- | -------------------------------- | -------------------------------- |
| 1       | 13       | 4. August 2021                   | 4. August 2021                   |
| 2       | 18       | 4. August 2021                   | 4. August 2021                   |
| 3       | 19       | 8. Dezember 2021                 | 8. Dezember 2021                 |
| 4       | 18       | 15. März 2023                    | 15. März 2023                    |
| 5       | 20       | 30. August 2023                  | 27. August 2025                  |

## Staffel 1
Die Erstausstrahlung der ersten Staffel war vom 8. Januar 2019 bis 2. April 2019 auf dem US-Kabelsender Freeform zu sehen. In Deutschland fand die Erstausstrahlung vom 29. Oktober 2020 bis zum 21. Januar 2021 auf Joyn Primetime statt. In der Schweiz und Österreich erfolgte am 4. August 2021 durch Disney+ die deutschsprachige Erstveröffentlichung.
| Nr. (ges.) | Nr. (St.) | Deutscher Titel                    | Originaltitel               | Erstausstrahlung (USA) | Deutschsprachige Erstausstrahlung (D) | Regie               | Drehbuch                                       |
| ---------- | --------- | ---------------------------------- | --------------------------- | ---------------------- | ------------------------------------- | ------------------- | ---------------------------------------------- |
| 1          | 1         | Downtown Los Angeles               | DTLA                        | 8. Jan. 2019           | 29. Okt. 2020                         | Jon M. Chu          | Joanna Johnson, Peter Paige & Bradley Bredeweg |
| 2          | 2         | Die Coterie                        | The Coterie                 | 15. Jan. 2019          | 5. Nov. 2020                          | Peter Paige         | Joanna Johnson                                 |
| 3          | 3         | Verbündete                         | Allies                      | 22. Jan. 2019          | 12. Nov. 2020                         | Laura Nisbet Peters | Kris Q. Rehl                                   |
| 4          | 4         | Wer bin ich?                       | Playing the Game            | 29. Jan. 2019          | 19. Nov. 2020                         | Michael Medico      | Cristian Martinez                              |
| 5          | 5         | Familienversammlung                | Parental Guidance Suggested | 5. Feb. 2019           | 26. Nov. 2020                         | Bradley Bredeweg    | Joanna Johnson                                 |
| 6          | 6         | Hochstapler-Syndrom                | Imposter                    | 12. Feb. 2019          | 3. Dez. 2020                          | Geoff Haley         | Megan Lynn & Wade Solomon                      |
| 7          | 7         | Swipe Rechts                       | Swipe Right                 | 19. Feb. 2019          | 10. Dez. 2020                         | Troian Bellisario   | Ally Musika                                    |
| 8          | 8         | Byte Club                          | Byte Club                   | 26. Feb. 2019          | 17. Dez. 2020                         | Peter Paige         | Nicole Paulhus                                 |
| 9          | 9         | Vorsätzliche Unwissenheit          | Willful Blindness           | 5. März 2019           | 24. Dez. 2020                         | Kelli Williams      | Lauren Moon                                    |
| 10         | 10        | Wiedergeburtstag                   | Re-Birthday                 | 12. März 2019          | 31. Dez. 2020                         | Aprill Winney       | Claudia Forestieri & Dan Richter               |
| 11         | 11        | Gehaltsgefälle                     | Less Than                   | 19. März 2019          | 7. Jan. 2021                          | Bradley Bredeweg    | Kimberly Ndombe                                |
| 12         | 12        | Gebrochene Kunst, gebrochenes Herz | Broken Arted                | 26. März 2019          | 14. Jan. 2021                         | Peter Paige         | Megan Lynn & Wade Solomon                      |
| 13         | 13        | Vitamin C                          | Vitamin C                   | 2. Apr. 2019           | 21. Jan. 2021                         | Joanna Johnson      | Joanna Johnson                                 |

## Staffel 2
Die Erstausstrahlung der zweiten Staffel war vom 18. Juni 2019 bis zum 4. März 2020 auf dem US-Kabelsender Freeform zu sehen. In Deutschland fand die Erstausstrahlung vom 28. Januar 2021 bis zum 27. Mai 2021 auf Joyn Primetime statt. In der Schweiz und Österreich erfolgte am 4. August 2021 durch Disney+ die deutschsprachige Erstveröffentlichung.
| Nr. (ges.) | Nr. (St.) | Deutscher Titel            | Originaltitel            | Erstausstrahlung (USA) | Deutschsprachige Erstausstrahlung (D) | Regie               | Drehbuch                             |
| ---------- | --------- | -------------------------- | ------------------------ | ---------------------- | ------------------------------------- | ------------------- | ------------------------------------ |
| 14         | 1         | Trommelwirbel              | Percussions              | 18. Juni 2019          | 28. Jan. 2021                         | Peter Paige         | Joanna Johnson                       |
| 15         | 2         | Beziehungspause            | Torn                     | 25. Juni 2019          | 4. Feb. 2021                          | Peter Paige         | Joanna Johnson                       |
| 16         | 3         | Doble Quince               | Doble Quince             | 2. Juli 2019           | 11. Feb. 2021                         | Bradley Bredeweg    | Joanna Johnson & Ashly Perez         |
| 17         | 4         | Ungefiltert                | Unfiltered               | 9. Juli 2019           | 18. Feb. 2021                         | Laura Nisbet Peters | Resheida Brady                       |
| 18         | 5         | Happy Heckling             | Happy Heckling           | 16. Juli 2019          | 25. Feb. 2021                         | Erica Dunton        | Adam Starks                          |
| 19         | 6         | Ein Vierteljahrhundert     | Twenty-Fine              | 23. Juli 2019          | 4. März 2021                          | Chandra Wilson      | Joanna Johnson & Ashly Perez         |
| 20         | 7         | Zwischen den Stühlen       | In The Middle            | 30. Juli 2019          | 11. März 2021                         | Jay Chandrasekhar   | Nicole Paulhus                       |
| 21         | 8         | Bühnen-Jungfrau            | Disruptions              | 6. Aug. 2019           | 18. März 2021                         | Peter Paige         | Joanna Johnson                       |
| 22         | 9         | Rettet Weihnachten         | Nochebuena               | 16. Dez. 2019          | 25. März 2021                         | Bradley Bredeweg    | Joanna Johnson                       |
| 23         | 10        | Weihnachten in der Coterie | A Very Coterie Christmas | 16. Dez. 2019          | 1. Apr. 2021                          | Peter Paige         | Joanna Johnson                       |
| 24         | 11        | Farbe bekennen             | Clapback                 | 15. Jan. 2020          | 8. Apr. 2021                          | Michael Medico      | Megan Lynn & Wade Solomon            |
| 25         | 12        | Unkonventionelle Wege      | Gumboot Becky            | 22. Jan. 2020          | 15. Apr. 2021                         | Marco Fargnoli      | Cristian Martinez                    |
| 26         | 13        | Tageslicht                 | Daylight                 | 29. Jan. 2020          | 22. Apr. 2021                         | Finola Hughes       | Megan Lynn & Wade Solomon            |
| 27         | 14        | Mit gutem Gewissen         | In Good Conscience       | 5. Feb. 2020           | 29. Apr. 2021                         | Aprill Winney       | Cristian Martinez & Nicole Paulhus   |
| 28         | 15        | Valentinsnacht             | Palentine's Day          | 12. Feb. 2020          | 6. Mai 2021                           | Heather Tom         | Madeline Hendricks & Chelsea Maccani |
| 29         | 16        | Zerbrechlichkeit           | Fragility                | 19. Feb. 2020          | 13. Mai 2021                          | Troian Bellisario   | Cristian Martinez                    |
| 30         | 17        | Mut zur Wahrheit           | Truths and Dares         | 26. Feb. 2020          | 20. Mai 2021                          | Aprill Winney       | Megan Lynn & Wade Solomon            |
| 31         | 18        | Trap Heals                 | Trap Heals               | 4. März 2020           | 27. Mai 2021                          | Jeff Byrd           | Joanna Johnson & Patrisse Cullors    |

## Staffel 3
Die Erstausstrahlung der dritten Staffel war vom 17. Februar 2021 bis zum 8. September 2021 auf dem US-Kabelsender Freeform zu sehen. Die deutschsprachige Erstveröffentlichung fand in Deutschland, Österreich und der Schweiz am 8. Dezember 2021 auf Disney+ statt.
| Nr. (ges.) | Nr. (St.) | Deutscher Titel               | Originaltitel      | Erstausstrahlung (USA) | Deutschsprachige Erstveröffentlichung (D/A/CH) | Regie                       | Drehbuch                         |
| ---------- | --------- | ----------------------------- | ------------------ | ---------------------- | ---------------------------------------------- | --------------------------- | -------------------------------- |
| 32         | 1         | Capoeira                      | Capoeira           | 17. Feb. 2021          | 8. Dez. 2021                                   | Peter Paige                 | Joanna Johnson                   |
| 33         | 2         | Tag der Anklage               | Arraignment Day    | 24. Feb. 2021          | 8. Dez. 2021                                   | Jeff Byrd                   | Megan Lynn & Wade Solomon        |
| 34         | 3         | Wusch, Bumm, Peng             | Whoosh, Pow, Bang  | 3. März 2021           | 8. Dez. 2021                                   | Troian Bellisario           | Nicole Paulhus                   |
| 35         | 4         | Klompendansen                 | Klompendansen      | 10. März 2021          | 8. Dez. 2021                                   | Bradley Bredeweg            | Joanna Johnson                   |
| 36         | 5         | Weil sie Männer sind          | Because, Men       | 17. März 2021          | 8. Dez. 2021                                   | Heather Tom                 | Albert Torres                    |
| 37         | 6         | Hilfe                         | Help               | 24. März 2021          | 8. Dez. 2021                                   | Yoko Okumura                | Thomas Wong                      |
| 38         | 7         | Neumond                       | New Moon           | 31. März 2021          | 8. Dez. 2021                                   | Jay Chandrasekhar           | Chelsea Maccani                  |
| 39         | 8         | Vertrauen                     | Trust              | 7. Apr. 2021           | 8. Dez. 2021                                   | Katrelle Kindred            | Boafoa Offei-Darko               |
| 40         | 9         | Fahrersitz                    | Driver's Seat      | 14. Apr. 2021          | 8. Dez. 2021                                   | Marco Fargnoli              | Megan Lynn & Wade Solomon        |
| 41         | 10        | Sie ist zurück                | She's Back         | 21. Apr. 2021          | 8. Dez. 2021                                   | Peter Paige                 | Joanna Johnson                   |
| 42         | 11        | Am Boden                      | Knocked Down       | 14. Juli 2021          | 8. Dez. 2021                                   | Laura Nisbet Peters         | Joanna Johnson                   |
| 43         | 12        | Scham                         | Shame              | 21. Juli 2021          | 8. Dez. 2021                                   | Constanze Zimmer            | Racquel Baker                    |
| 44         | 13        | Freundschaft mit der Metamour | Making a Metamour  | 28. Juli 2021          | 8. Dez. 2021                                   | Bradley Bredeweg            | August Osterloh & Brit Wigintton |
| 45         | 14        | Bühne und Gerichtssaal        | Picks and Strikes  | 4. Aug. 2021           | 8. Dez. 2021                                   | Laura Nisbet Peters         | Thomas Wong                      |
| 46         | 15        | Gute Vorsätze                 | Lunar New Year     | 11. Aug. 2021          | 8. Dez. 2021                                   | Erica Dunton                | Albert Torres                    |
| 47         | 16        | Eröffnungsplädoyers           | Opening Statements | 18. Aug. 2021          | 8. Dez. 2021                                   | Charissa Sanjarernsuithikul | Megan Lynn & Wade Solomon        |
| 48         | 17        | Erwartungen                   | Anticipation       | 25. Aug. 2021          | 8. Dez. 2021                                   | Kerstin Windell             | Joanna Johnson                   |
| 49         | 18        | Überrumpelt                   | Blindside          | 1. Sep. 2021           | 8. Dez. 2021                                   | Michael Medico              | Megan Lynn & Wade Solomon        |
| 50         | 19        | Abschlussplädoyers            | Closing Arguments  | 8. Sep. 2021           | 8. Dez. 2021                                   | Joanna Johnson              | Joanna Johnson & Dan Richter     |

## Staffel 4
Die Erstausstrahlung der vierten Staffel war vom 9. März 2022 bis zum 1. September 2022 auf dem US-Kabelsender Freeform zu sehen. Die deutschsprachige Erstveröffentlichung fand in Deutschland, Österreich und der Schweiz am 15. März 2023 auf Disney+ statt.
| Nr. (ges.) | Nr. (St.) | Deutscher Titel                               | Originaltitel                                      | Erstausstrahlung (USA) | Deutschsprachige Erstveröffentlichung (D/A/CH) | Regie                       | Drehbuch                      |
| ---------- | --------- | --------------------------------------------- | -------------------------------------------------- | ---------------------- | ---------------------------------------------- | --------------------------- | ----------------------------- |
| 51         | 1         | Dreh dich um und schau dem Seltsamen ins Auge | Turn and Face the Strange                          | 9. März 2022           | 15. März 2023                                  | Michael Medico              | Joanna Johnson                |
| 52         | 2         | Küss mich und lächle für mich                 | Kiss Me and Smile for Me                           | 16. März 2022          | 15. März 2023                                  | Constance Zimmer            | Joanna Johnson                |
| 53         | 3         | Das ist der neue Boss                         | Meet the New Boss                                  | 23. März 2022          | 15. März 2023                                  | Katrelle Kindred            | Megan Lynn & Wade Solomon     |
| 54         | 4         | Draußen im Weltraum ist es einsam             | It's Lonely Out in Space                           | 30. März 2022          | 15. März 2023                                  | Troian Bellisario           | Albert Torres                 |
| 55         | 5         | So fühlt sich also die Wahrheit an            | So This is What the Truth Feels Like               | 6. Apr. 2022           | 15. März 2023                                  | Marco Fargnoli              | Samantha Humphrey             |
| 56         | 6         | Unvorhersehbar, am Ende aber richtig          | Something Unpredictable, but in the End It's Right | 13. Apr. 2022          | 15. März 2023                                  | Charissa Sanjarernsuithikul | A. Zell Williams              |
| 57         | 7         | Ergreife diese Chancen                        | Take These Chances                                 | 20. Apr. 2022          | 15. März 2023                                  | Sadé Clacken Joseph         | Taylor Hamra                  |
| 58         | 8         | Ich gehöre nicht hierher                      | I Don't Belong Here                                | 27. Apr. 2022          | 15. März 2023                                  | Jeff Byrd                   | Brian Shin                    |
| 59         | 9         | Das bin ich im Rampenlicht                    | That's Me in the Spotlight                         | 4. Mai 2022            | 15. März 2023                                  | Laura Nisbet Peters         | Megan Lynn & Wade Solomon     |
| 60         | 10        | Was täte ich nicht alles für die Liebe        | What I Wouldn't Give for Love                      | 7. Juli 2022           | 15. März 2023                                  | Troian Bellisario           | Joanna Johnson                |
| 61         | 11        | Baby, sag einfach „Ja“                        | Baby, Just Say "Yes"                               | 14. Juli 2022          | 15. März 2023                                  | Jay Chandrasekhar           | Chelsea Maccani               |
| 62         | 12        | Wer parteiisch ist, sucht Streit              | Pick a Side, Pick a Fight                          | 21. Juli 2022          | 15. März 2023                                  | Carla Dauden                | August Osterloh & Dan Richter |
| 63         | 13        | Hoffnungsloser Fall                           | A Penny With a Hole In It                          | 28. Juli 2022          | 15. März 2023                                  | Michael Medico              | Boafoa Offei-Darko            |
| 64         | 14        | Das Leben ist das, was passiert …             | Life is What Happens...                            | 4. Aug. 2022           | 15. März 2023                                  | Bradley Bredeweg            | Albert Torres                 |
| 65         | 15        | Pass bloß auf                                 | You Know You Better Watch Out                      | 11. Aug. 2022          | 15. März 2023                                  | Yoko Okumura                | Jo Rochelle & Eva Taylor      |
| 66         | 16        | Mama hat's mir gesagt                         | Mama Told Me                                       | 18. Aug. 2022          | 15. März 2023                                  | Michael Traynor             | Samantha Humphrey             |
| 67         | 17        | Genug geträumt                                | Wake Up From Your Reverie                          | 25. Aug. 2022          | 15. März 2023                                  | Chandra Wilson              | Megan Lynn & Wade Solomon     |
| 68         | 18        | Das ist nicht mein Zuhause                    | This Is Not My Beautiful House                     | 1. Sep. 2022           | 15. März 2023                                  | Joanna Johnson              | Joanna Johnson                |

## Staffel 5
Die Erstausstrahlung der fünften Staffel war vom 16. März 2023 bis zum 5. März 2024 auf dem US-Kabelsender Freeform zu sehen. Die deutschsprachige Erstveröffentlichung fand in Deutschland, Österreich und der Schweiz zwischen dem 30. August 2023 und dem 27. August 2025 auf Disney+ statt.
| Nr. (ges.) | Nr. (St.) | Deutscher Titel                       | Originaltitel                         | Erstausstrahlung (USA) | Deutschsprachige Erstveröffentlichung (D/A/CH) | Regie               | Drehbuch                    |
| ---------- | --------- | ------------------------------------- | ------------------------------------- | ---------------------- | ---------------------------------------------- | ------------------- | --------------------------- |
| 69         | 1         | Schüsse                               | Shot in the Dark                      | 16. März 2023          | 30. Aug. 2023                                  | Marco Fargnoli      | Joanna Johnson              |
| 70         | 2         | Schuldfrage                           | It Was Not Your Fault But Mine        | 23. März 2023          | 30. Aug. 2023                                  | Sadé Clacken Joseph | Megan Lynn & Wade Solomon   |
| 71         | 3         | Mutige Entscheidungen                 | About Damn Time                       | 30. März 2023          | 30. Aug. 2023                                  | Jay Chandrasekhar   | Samantha Humphrey           |
| 72         | 4         | Unter Druck                           | Under Pressure                        | 6. Apr. 2023           | 30. Aug. 2023                                  | Troian Bellisario   | Albert Torres               |
| 73         | 5         | Ich hab' da so ein Gefühl             | I Gotta Feeling                       | 13. Apr. 2023          | 30. Aug. 2023                                  | Yoko Okumura        | Taylor Hamra                |
| 74         | 6         | Einmal untreu, immer untreu           | Once a Cheater                        | 20. Apr. 2023          | 30. Aug. 2023                                  | Tchaiko Omawale     | Brian Shin                  |
| 75         | 7         | Truthahn für mich, Truthahn für dich  | Turkey for Me, Turkey for You         | 27. Apr. 2023          | 30. Aug. 2023                                  | Constance Zimmer    | Chelsea Maccani             |
| 76         | 8         | Schuldgefühle                         | I'll Take All the Blame               | 4. Mai 2023            | 30. Aug. 2023                                  | Adam K. Tiller      | Boafoa Offei-Darko          |
| 77         | 9         | Überzeugungsarbeit                    | Tell Me Sweet Little Lies             | 11. Mai 2023           | 30. Aug. 2023                                  | Michael Medico      | Megan Lynn & Wade Solomon   |
| 78         | 10        | Eröffnungsfeier                       | Opening Night                         | 18. Mai 2023           | 30. Aug. 2023                                  | Laura Nisbet Peters | Joanna Johnson              |
| 79         | 11        | Trauma                                | I Am Doll Parts                       | 2. Jan. 2024           | 27. Aug. 2025                                  | Marco Fargnoli      | Joanna Johnson              |
| 80         | 12        | Wozu hat man Freunde?                 | With a Little Help From My Friends    | 9. Jan. 2024           | 27. Aug. 2025                                  | Sherri Saum         | Jo Rochelle                 |
| 81         | 13        | Dieser eine Moment                    | Hanging by a Moment                   | 16. Jan. 2024          | 27. Aug. 2025                                  | Carla Dauden        | August Osterloh             |
| 82         | 14        | Tisch für eine Person                 | Party of One                          | 23. Jan. 2024          | 27. Aug. 2025                                  | Cierra Ramirez      | Samantha Humphrey           |
| 83         | 15        | Tödliche Party                        | It's My Party, I Can Die if I Want To | 30. Jan. 2024          | 27. Aug. 2025                                  | Sadé Clacken Joseph | Joanna Johnson & Eva Taylor |
| 84         | 16        | So oder so                            | One Way or Another                    | 6. Feb. 2024           | 27. Aug. 2025                                  | Bradley Bredeweg    | Albert Torres               |
| 85         | 17        | Man bekommt nicht immer, was man will | You Can't Always Get What You Want    | 13. Feb. 2024          | 27. Aug. 2025                                  | Michael Traynor     | Taylor Hamra                |
| 86         | 18        | Verliebt, verlobt                     | All These Engagements                 | 20. Feb. 2024          | 27. Aug. 2025                                  | Laura Nisbet Peters | Dan Richter                 |
| 87         | 19        | Jetzt erinnere ich mich an alles      | It's All Coming Back to Me Now        | 27. Feb. 2024          | 27. Aug. 2025                                  | Michael Medico      | Megan Lynn & Wade Solomon   |
| 88         | 20        | Was jetzt?                            | What Now?                             | 5. März 2024           | 27. Aug. 2025                                  | Marco Fargnoli      | Joanna Johnson              |